# Robert de Clifford (1er baron de Clifford)
Pour les articles homonymes, voir Clifford et Robert de Clifford.
Robert de Clifford (1er avril 1274 - 24 juin 1314), 1er baron de Clifford et 1er seigneur de Skipton, est un membre de la famille Clifford et un baron anglais.

## Biographie
Il hérite des terres des Clifford à la mort de son grand-père Roger Ier de Clifford en 1286, son père Roger II étant mort en 1282. Sa mère est Isabelle de Vipont. La famille de Clifford était arrivée en Angleterre en 1066 lors de la conquête normande.
À partir de 1296, Robert sert le roi d'Angleterre Édouard Ier lors de ses campagnes en Écosse. Il prend Berwick en mars 1296. Il est nommé gardien des Marches et gouverneur de Carlisle. En 1298, il est présent à la victoire de Falkirk. Il est nommé ensuite connétable du château de Nottingham. Il est créé baron en 1299 puis assiège le château de Caerlaverock en 1300.
À la mort d'Édouard Ier en 1307, il devient conseiller de son fils Édouard II aux côtés des comtes de Lincoln, de Warwick et de Pembroke. Il est créé comte-maréchal la même année et organise le couronnement d'Édouard le 25 février 1308. Il est relevé de ses fonctions le 12 mars mais est nommé gardien d'Écosse le 20 août. En 1310, il est créé seigneur de Skipton. Il soutient le comte de Lancastre lorsque ce dernier fait exécuter le favori du roi, Piers Gaveston, en 1312.
Clifford est tué à la bataille de Bannockburn contre les Écossais en 1314. Il est enterré à l'abbaye de Shap. Son fils aîné Roger hérite de ses titres et biens.